# Маргарит Кей
Маргарит Кей (на английски: Marguerite Kaye) е шотландска писателка, авторка на произведения в жанровете исторически, паранормален и съвременен любовен роман.

## Биография и творчество
Маргарит Кей е родена в Шотландия. Израства в голямо семейство. Ненаситна читателка от ранна възраст. Печели национален конкурс поезия за деца на 9 години.
Завършва право, но не започва да практикува, а постъпва в IT сектора. Едновременно с това учи журналистика и история в Свободния университет и завършва с магистърска степен. Опитва и да пише, но ръкописът ѝ за любовен роман е отхвърлен.
В продължение на няколко години пише статии за туризъм и готварство, и води колона в местния вестник. Продължава да чете много романтика, особено любимата си писателка Жоржет Хайер, и решава да опита отново да пише.
Първият ѝ исторически любовен роман „The Wicked Lord Rasenby“ е публикуван през 2009 г. Книгата става бестселър и тя се посвещава на писателската си кариера.

## Произведения

### Самостоятелни романи
- The Wicked Lord Rasenby (2009)
- The Rake and the Heiress (2010)
- The Highlander's Redemption (2011)
- The Highlander's Return (2011)
- Outrageous Confessions of Lady Deborah (2012)
- Rake with a Frozen Heart (2012)
- Date With a Regency Rake (2013)
- Never Forget Me (2014)
- Strangers at the Altar (2014)

### Серия „Сестрите Амстронг“ (Armstrong Sisters)
1. The Governess and the Sheikh (2011)
2. Innocent in the Sheikh's Harem (2011)
3. The Beauty Within (2013)
4. Rumors that Ruined a Lady (2013)
5. Unwed and Unrepentant (2014)

### Серия „Легенда за Фол“ (Legend of the Faol)
1. Bound to the Wolf Prince (2011)
2. The Highlander and the Wolf Princess (2011)

### Серия „Време за скандал“ (Time for Scandal)
1. The Undoing of Daisy Edwards (2014)
2. The Awakening of Poppy Edwards (2014)

### Серия „Другари по оръжие“ (Comrades in Arms)
1. The Soldier's Dark Secret (2015)
2. The Soldier's Rebel Lover (2015)

### Серия „Горещи арабски нощи“ (Hot Arabian Nights)
1. The Widow And The Sheikh (2016)
2. Sheikh's Mail-Order Bride (2016)

### Участие в общи серии с други писатели

#### Серия „Кастънбъри Парк“ (Castonbury Park)
- Flirting with Ruin (2012)
- The Lady Who Broke the Rules (2012)

от серията има още 9 романа от различни автори

#### Серия „Скандали на регентската Коледа“ (Scandalous Regency Christmas)
- Scandalous Regency Nights (2011) – с Ан Летбридж, Кристин Мерил, Карол Мортимър и Бронуин Скот
- An Invitation to Pleasure (2012)

от серията има още 2 романа от различни автори

#### Серия „Чатсфийлд“ (Chatsfield)
1. The Couple in the Dream Suite (2014)

от серията има още 37 романа от различни автори

### Новели
- The Captain's Wicked Wager (2009)
- The Highlander and the Sea Siren (2010)
- Bitten by Desire (2010)
- Temptation is the Night (2010)
- Claimed by the Wolf Prince (2011)
Пленена от принца на вълците, фен-превод
- The Sheikh's Impetuous Love-Slave (2011)
Подаръкът на шейха, фен-превод
- Spellbound & Seduced (2011)
- Behind the Courtesan's Mask (2012)
- Titanic: A Date with Destiny (2012)
- Lost in Pleasure (2013)
- How to Seduce a Sheikh (2013)